# ATP-touren 2010
ATP-touren är under 2010 den tour som är avsedd för manliga proffsspelare i tennis. Touren består av tävlingar i 5 kategorier - ATP 250, ATP 500, ATP Masters 1000, Grand Slams och ATP World Tour Finals.
Världsetta inför säsongen var Roger Federer.

## Kalender
Detta är den kompletta listan över turneringar som under 2010 ingår i ATP-touren, listan dokumenterar spelares framgångar från kvartsfinalerna i singelturneringarna.

### Teckenförklaring
| Grand Slam                  |
| ATP World Tour Finals       |
| ATP World Tour Masters 1000 |
| ATP World Tour 500          |
| ATP World Tour 250          |
| Lagtävlingar                |

### Januari
| Vecka                 | Turnering | Mästare                                         | Finalister                           | Semifinalister                                          | Kvartsfinalister                                             |
| --------------------- | --- | ----------------------------------------------- | ------------------------------------ | ------------------------------------------------------- | ------------------------------------------------------------ |
| 4 januari             | Hopman Cup 2010 Perth, Australien Hopman Cup AU$1 000 000 - Hard (i) - 8 lag (RR)                                                | Spanien 2–1                                     | Storbritannien                       | Round Robin-förlorare (Grupp A) Rumänien USA Australien | Round Robin-förlorare (Grupp B) Kazakstan Ryssland Tyskland  |
| 4 januari             | Brisbane International 2010 Brisbane, Australien ATP World Tour 250 $372 500 - Hard - 32S/32Q/16D Lottning: Singel - Dubbel      | Andy Roddick 7–6(2), 7–6(7)                     | Radek Štěpánek                       | Tomáš Berdych Gaël Monfils                              | Richard Gasquet Thomaz Bellucci James Blake Wayne Odesnik    |
| 4 januari             | Brisbane International 2010 Brisbane, Australien ATP World Tour 250 $372 500 - Hard - 32S/32Q/16D Lottning: Singel - Dubbel      | Jérémy Chardy Marc Gicquel 6–3, 7–6(5)          | Lukáš Dlouhý Leander Paes            | Tomáš Berdych Gaël Monfils                              | Richard Gasquet Thomaz Bellucci James Blake Wayne Odesnik    |
| 4 januari             | Aircel Chennai Open 2010 Chennai, Indien ATP World Tour 250 $398 250 - Hard - 32S/32Q/16D Lottning: Singel - Dubbel              | Marin Čilić 7–6(2), 7–6(3)                      | Stanislas Wawrinka                   | Dudi Sela Janko Tipsarević                              | Lukáš Lacko Michael Berrer Thiemo de Bakker Santiago Giraldo |
| 4 januari             | Aircel Chennai Open 2010 Chennai, Indien ATP World Tour 250 $398 250 - Hard - 32S/32Q/16D Lottning: Singel - Dubbel              | Marcel Granollers Santiago Ventura 7–5, 6–2     | Lu Yen-hsun Janko Tipsarević         | Dudi Sela Janko Tipsarević                              | Lukáš Lacko Michael Berrer Thiemo de Bakker Santiago Giraldo |
| 4 januari             | Qatar ExxonMobil Open 2010 Doha, Qatar ATP World Tour 250 $1 024 000 - Hard - 32S/32Q/16D Lottning: Singel - Dubbel              | Nikolay Davydenko 0–6, 7–6(8), 6–4              | Rafael Nadal                         | Roger Federer Viktor Troicki                            | Ernests Gulbis Ivo Karlović Łukasz Kubot Steve Darcis        |
| 4 januari             | Qatar ExxonMobil Open 2010 Doha, Qatar ATP World Tour 250 $1 024 000 - Hard - 32S/32Q/16D Lottning: Singel - Dubbel              | Guillermo García-López Albert Montañés 6–4, 7–5 | František Čermák Michal Mertiňák     | Roger Federer Viktor Troicki                            | Ernests Gulbis Ivo Karlović Łukasz Kubot Steve Darcis        |
| 11 januari            | Medibank International 2010 Sydney, Australien ATP World Tour 250 $372 500 - Hard - 28S/32Q/16D Lottning: Singel - Dubbel        | Marcos Baghdatis 6–4, 7–6(2)                    | Richard Gasquet                      | Julien Benneteau Mardy Fish                             | Potito Starace Leonardo Mayer Lleyton Hewitt Peter Luczak    |
| 11 januari            | Medibank International 2010 Sydney, Australien ATP World Tour 250 $372 500 - Hard - 28S/32Q/16D Lottning: Singel - Dubbel        | Daniel Nestor Nenad Zimonjić 6–3, 7–6(5)        | Ross Hutchins Jordan Kerr            | Julien Benneteau Mardy Fish                             | Potito Starace Leonardo Mayer Lleyton Hewitt Peter Luczak    |
| 11 januari            | Heineken Open 2010 Auckland, Nya Zeeland ATP World Tour 250 $355 500 - Hard - 28S/32Q/16D Lottning: Singel - Dubbel              | John Isner 6–3, 5–7, 7–6(2)                     | Arnaud Clément                       | Albert Montañés Philipp Kohlschreiber                   | Tommy Robredo Michael Lammer Marc Gicquel Jürgen Melzer      |
| 11 januari            | Heineken Open 2010 Auckland, Nya Zeeland ATP World Tour 250 $355 500 - Hard - 28S/32Q/16D Lottning: Singel - Dubbel              | Marcus Daniell Horia Tecău 7–5, 6–4             | Marcelo Melo Bruno Soares            | Albert Montañés Philipp Kohlschreiber                   | Tommy Robredo Michael Lammer Marc Gicquel Jürgen Melzer      |
| 18 januari 25 januari | Australiska öppna 2010 Melbourne, Australien Grand Slam AU$10 712 240 - Hard 128S/128Q/64D/32X Lottning: Singel - Dubbel - Mixed | Roger Federer 6–3, 6–4, 7–6(11)                 | Andy Murray                          | Jo-Wilfried Tsonga Marin Čilić                          | Nikolay Davydenko Novak Djokovic Andy Roddick Rafael Nadal   |
| 18 januari 25 januari | Australiska öppna 2010 Melbourne, Australien Grand Slam AU$10 712 240 - Hard 128S/128Q/64D/32X Lottning: Singel - Dubbel - Mixed | Bob Bryan Mike Bryan 6–3, 6–7(5), 6–3           | Daniel Nestor Nenad Zimonjić         | Jo-Wilfried Tsonga Marin Čilić                          | Nikolay Davydenko Novak Djokovic Andy Roddick Rafael Nadal   |
| 18 januari 25 januari | Australiska öppna 2010 Melbourne, Australien Grand Slam AU$10 712 240 - Hard 128S/128Q/64D/32X Lottning: Singel - Dubbel - Mixed | Leander Paes Cara Black 7–5, 6–3                | Jaroslav Levinský Ekaterina Makarova | Jo-Wilfried Tsonga Marin Čilić                          | Nikolay Davydenko Novak Djokovic Andy Roddick Rafael Nadal   |

### Februari
| Vecka       | Turnering | Mästare                                             | Finalister                      | Semifinalister                    | Kvartsfinalister                                                      |
| ----------- | --- | --------------------------------------------------- | ------------------------------- | --------------------------------- | --------------------------------------------------------------------- |
| 1 februari  | SA Tennis Open 2010 Johannesburg, Sydafrika ATP World Tour 250 $442 500 - Hard - 32S/32Q/16D Lottning: Singel - Dubbel                             | Feliciano López 7–5, 6–1                            | Stéphane Robert                 | Gaël Monfils David Ferrer         | Lu Yen-hsun Rajeev Ram Dustin Brown Somdev Devvarman                  |
| 1 februari  | SA Tennis Open 2010 Johannesburg, Sydafrika ATP World Tour 250 $442 500 - Hard - 32S/32Q/16D Lottning: Singel - Dubbel                             | Rohan Bopanna Aisam-ul-Haq Qureshi 2–6, 6–3, [10–5] | Karol Beck Harel Levy           | Gaël Monfils David Ferrer         | Lu Yen-hsun Rajeev Ram Dustin Brown Somdev Devvarman                  |
| 1 februari  | PBZ Zagreb Indoors 2010 Zagreb, Kroatien ATP World Tour 250 €398 250 - Hard (i) - 32S/32Q/16D Lottning: Singel - Dubbel                            | Marin Čilić 6–4, 6–7(5), 6–3                        | Michael Berrer                  | Jürgen Melzer Philipp Petzschner  | Ivo Karlović Illya Marchenko Viktor Troicki Lukáš Lacko               |
| 1 februari  | PBZ Zagreb Indoors 2010 Zagreb, Kroatien ATP World Tour 250 €398 250 - Hard (i) - 32S/32Q/16D Lottning: Singel - Dubbel                            | Jürgen Melzer Philipp Petzschner 3–6, 6–3, [10–8]   | Arnaud Clément Olivier Rochus   | Jürgen Melzer Philipp Petzschner  | Ivo Karlović Illya Marchenko Viktor Troicki Lukáš Lacko               |
| 1 februari  | Movistar Open 2010 Santiago, Chile ATP World Tour 250 $398 250 - Clay (Red) - 32S/32Q/16D Lottning: Singel - Dubbel                                | Thomaz Bellucci 6–2, 0–6, 6–4                       | Juan Mónaco                     | Fernando González João Souza      | Marcel Granollers Eduardo Schwank Alberto Martín Peter Luczak         |
| 1 februari  | Movistar Open 2010 Santiago, Chile ATP World Tour 250 $398 250 - Clay (Red) - 32S/32Q/16D Lottning: Singel - Dubbel                                | Łukasz Kubot Oliver Marach 6–4, 6–0                 | Potito Starace Horacio Zeballos | Fernando González João Souza      | Marcel Granollers Eduardo Schwank Alberto Martín Peter Luczak         |
| 8 februari  | SAP Open 2010 San Jose, USA ATP World Tour 250 $531 000 - Hard (i) - 32S/32Q/16D Lottning: Singel - Dubbel                                         | Fernando Verdasco 3–6, 6–4, 6–4                     | Andy Roddick                    | Sam Querrey Denis Istomin         | Tomáš Berdych Michael Russell Philipp Kohlschreiber Ričardas Berankis |
| 8 februari  | SAP Open 2010 San Jose, USA ATP World Tour 250 $531 000 - Hard (i) - 32S/32Q/16D Lottning: Singel - Dubbel                                         | Mardy Fish Sam Querrey 7–6(3), 7–5                  | Benjamin Becker Leonardo Mayer  | Sam Querrey Denis Istomin         | Tomáš Berdych Michael Russell Philipp Kohlschreiber Ričardas Berankis |
| 8 februari  | ABN Amro World Tennis Tournament 2010 Rotterdam, Nederländerna ATP World Tour 500 €1 150 000 - Hard (i) - 32S/32Q/16D Lottning: Singel - Dubbel    | Robin Söderling 6–4, 2–0 uppgivet                   | Michail Juzjnyj                 | Novak Djokovic Nikolay Davydenko  | Florian Mayer Gaël Monfils Julien Benneteau Jürgen Melzer             |
| 8 februari  | ABN Amro World Tennis Tournament 2010 Rotterdam, Nederländerna ATP World Tour 500 €1 150 000 - Hard (i) - 32S/32Q/16D Lottning: Singel - Dubbel    | Daniel Nestor Nenad Zimonjić 6–4, 4–6, [10–7]       | Simon Aspelin Paul Hanley       | Novak Djokovic Nikolay Davydenko  | Florian Mayer Gaël Monfils Julien Benneteau Jürgen Melzer             |
| 8 februari  | Brasil Open 2010 Costa do Sauípe, Brasilien ATP World Tour 250 $442 500 - Clay (Red) - 32S/32Q/16D Lottning: Singel - Dubbel                       | Juan Carlos Ferrero 6–1, 6–0                        | Łukasz Kubot                    | Ricardo Mello Igor Andrejev       | Carlos Berlocq Thomaz Bellucci Pablo Cuevas Fabio Fognini             |
| 8 februari  | Brasil Open 2010 Costa do Sauípe, Brasilien ATP World Tour 250 $442 500 - Clay (Red) - 32S/32Q/16D Lottning: Singel - Dubbel                       | Pablo Cuevas Marcel Granollers 7–5, 6–4             | Łukasz Kubot Oliver Marach      | Ricardo Mello Igor Andrejev       | Carlos Berlocq Thomaz Bellucci Pablo Cuevas Fabio Fognini             |
| 15 februari | Open 13 2010 Marseille, Frankrike ATP World Tour 250 €512 750 - Hard (i) - 28S/32Q/16D Lottning: Singel - Dubbel                                   | Michaël Llodra 6–3, 6–4                             | Julien Benneteau                | Mischa Zverev Jo-Wilfried Tsonga  | Robin Söderling Guillaume Rufin Gaël Monfils Illya Marchenko          |
| 15 februari | Open 13 2010 Marseille, Frankrike ATP World Tour 250 €512 750 - Hard (i) - 28S/32Q/16D Lottning: Singel - Dubbel                                   | Julien Benneteau Michaël Llodra 6–4, 6–3            | Julian Knowle Robert Lindstedt  | Mischa Zverev Jo-Wilfried Tsonga  | Robin Söderling Guillaume Rufin Gaël Monfils Illya Marchenko          |
| 15 februari | Regions Morgan Keegan Championships 2010 Memphis, USA ATP World Tour 500 $1 100 000 - Hard (i) - 32S/32Q/16D Lottning: Singel - Dubbel             | Sam Querrey 6–7(3), 7–6(5), 6–3                     | John Isner                      | Ernests Gulbis Philipp Petzschner | Andy Roddick Tomáš Berdych Ivo Karlović Lukáš Lacko                   |
| 15 februari | Regions Morgan Keegan Championships 2010 Memphis, USA ATP World Tour 500 $1 100 000 - Hard (i) - 32S/32Q/16D Lottning: Singel - Dubbel             | John Isner Sam Querrey 6–4, 6–4                     | Ross Hutchins Jordan Kerr       | Ernests Gulbis Philipp Petzschner | Andy Roddick Tomáš Berdych Ivo Karlović Lukáš Lacko                   |
| 15 februari | Copa Telmex 2010 Buenos Aires, Argentina ATP World Tour 250 $475 300 - Clay (Red) - 32S/32Q/16D Lottning: Singel - Dubbel                          | Juan Carlos Ferrero 5–7, 6–4, 6–3                   | David Ferrer                    | Albert Montañés Juan Mónaco       | Igor Andrejev David Nalbandian Horacio Zeballos Santiago Ventura      |
| 15 februari | Copa Telmex 2010 Buenos Aires, Argentina ATP World Tour 250 $475 300 - Clay (Red) - 32S/32Q/16D Lottning: Singel - Dubbel                          | Sebastián Prieto Horacio Zeballos 7–6(4), 6–3       | Simon Greul Peter Luczak        | Albert Montañés Juan Mónaco       | Igor Andrejev David Nalbandian Horacio Zeballos Santiago Ventura      |
| 22 februari | Barclays Dubai Tennis Championships 2010 Dubai, Förenade Arabemiraten ATP World Tour 500 $1 619 500 - Hard - 32S/32Q/16D Lottning: Singel - Dubbel | Novak Djokovic 7–5, 5–7, 6–3                        | Michail Juzjnyj                 | Jürgen Melzer Marcos Baghdatis    | Marin Čilić Janko Tipsarević Michael Berrer Ivan Ljubičić             |
| 22 februari | Barclays Dubai Tennis Championships 2010 Dubai, Förenade Arabemiraten ATP World Tour 500 $1 619 500 - Hard - 32S/32Q/16D Lottning: Singel - Dubbel | Simon Aspelin Paul Hanley 6–2, 6–3                  | Lukáš Dlouhý Leander Paes       | Jürgen Melzer Marcos Baghdatis    | Marin Čilić Janko Tipsarević Michael Berrer Ivan Ljubičić             |
| 22 februari | Abierto Mexicano Telcel 2010 Acapulco, Mexiko ATP World Tour 500 $955 000 - Clay (Red) - 32S/32Q/16D Lottning: Singel - Dubbel                     | David Ferrer 6–3, 3–6, 6–1                          | Juan Carlos Ferrero             | Juan Mónaco Fernando González     | Fernando Verdasco Nicolás Almagro Pablo Cuevas Eduardo Schwank        |
| 22 februari | Abierto Mexicano Telcel 2010 Acapulco, Mexiko ATP World Tour 500 $955 000 - Clay (Red) - 32S/32Q/16D Lottning: Singel - Dubbel                     | Łukasz Kubot Oliver Marach 6–0, 6–0                 | Fabio Fognini Potito Starace    | Juan Mónaco Fernando González     | Fernando Verdasco Nicolás Almagro Pablo Cuevas Eduardo Schwank        |
| 22 februari | Delray Beach Int'l Tennis Championships 2010 Delray Beach, USA ATP World Tour 250 $442 500 - Hard - 32S/32Q/16D Lottning: Singel - Dubbel          | Ernests Gulbis 6–2, 6–3                             | Ivo Karlović                    | Jarkko Nieminen Mardy Fish        | Leonardo Mayer Benjamin Becker Jérémy Chardy James Blake              |
| 22 februari | Delray Beach Int'l Tennis Championships 2010 Delray Beach, USA ATP World Tour 250 $442 500 - Hard - 32S/32Q/16D Lottning: Singel - Dubbel          | Bob Bryan Mike Bryan 6–3, 7–6(3)                    | Philipp Marx Igor Zelenay       | Jarkko Nieminen Mardy Fish        | Leonardo Mayer Benjamin Becker Jérémy Chardy James Blake              |

### Mars
| Vecka           | Turnering | Mästare | Finalister                                                                      | Semifinalister               | Kvartsfinalister                                                     |
| --------------- | --- | --- | ------------------------------------------------------------------------------- | ---------------------------- | -------------------------------------------------------------------- |
| 1 mars          | Davis Cup 2010 - Omgång 1 Logroño, Spanien - Clay (Red) Toulon, Frankrike - Hard (i) Moskva, Ryssland - Hard (i) Stockholm, Sverige - Hard (i) Varaždin, Kroatien - Hard (i) Belgrad, Serbien - Clay (Red) (i) Coquimbo, Chile - Clay (Red) Bree, Belgien - Clay (Red) (i) | Omgång 1 - Vinnare Spanien 4–1 Frankrike 4–1 Ryssland 3–2 Argentina 3–2 Kroatien 5–0 Serbien 3–2 Chile 4–1 Tjeckien 4–1 | Omgång 1 - Förlorare Schweiz Tyskland Indien Sverige Ecuador USA Israel Belgien |                              |                                                                      |
| 8 mars 15 mars  | BNP Paribas Open 2010 Indian Wells, USA ATP World Tour Masters 1000 $3 645 000 - Hard - 96S/48Q/32D Lottning: Singel - Dubbel | Ivan Ljubičić 7–6(3), 7–6(5)                                                                                            | Andy Roddick                                                                    | Robin Söderling Rafael Nadal | Tommy Robredo Andy Murray Tomáš Berdych Juan Mónaco                  |
| 8 mars 15 mars  | BNP Paribas Open 2010 Indian Wells, USA ATP World Tour Masters 1000 $3 645 000 - Hard - 96S/48Q/32D Lottning: Singel - Dubbel | Marc López Rafael Nadal 7–6(8), 6–3                                                                                     | Daniel Nestor Nenad Zimonjić                                                    | Robin Söderling Rafael Nadal | Tommy Robredo Andy Murray Tomáš Berdych Juan Mónaco                  |
| 22 mars 29 mars | Sony Ericsson Open 2010 Miami, USA ATP World Tour Masters 1000 $3 645 000 - Hard - 96S/48Q/32D Lottning: Singel - Dubbel | Andy Roddick 7–5, 6–4                                                                                                   | Tomáš Berdych                                                                   | Robin Söderling Rafael Nadal | Fernando Verdasco Michail Juzjnyj Jo-Wilfried Tsonga Nicolas Almagro |
| 22 mars 29 mars | Sony Ericsson Open 2010 Miami, USA ATP World Tour Masters 1000 $3 645 000 - Hard - 96S/48Q/32D Lottning: Singel - Dubbel | Lukáš Dlouhý Leander Paes 6–2, 7–5                                                                                      | Mahesh Bhupathi Max Mirnyi                                                      | Robin Söderling Rafael Nadal | Fernando Verdasco Michail Juzjnyj Jo-Wilfried Tsonga Nicolas Almagro |

### April
| Vecka    | Turnering | Mästare                                       | Finalister                         | Semifinalister                   | Kvartsfinalister                                                           |
| -------- | --- | --------------------------------------------- | ---------------------------------- | -------------------------------- | -------------------------------------------------------------------------- |
| 5 april  | Grand Prix Hassan II 2010 Casablanca, Marocko ATP World Tour 250 €398 250 - Clay (Red) - 28S/32Q/16D Lottning: Singel - Dubbel                 | Stanislas Wawrinka 6–2, 6–3                   | Victor Hănescu                     | Potito Starace Florent Serra     | Reda El Amrani Łukasz Kubot Richard Gasquet Guillermo García-López         |
| 5 april  | Grand Prix Hassan II 2010 Casablanca, Marocko ATP World Tour 250 €398 250 - Clay (Red) - 28S/32Q/16D Lottning: Singel - Dubbel                 | Robert Lindstedt Horia Tecău 6–2, 3–6, [10–7] | Rohan Bopanna Aisam-ul-Haq Qureshi | Potito Starace Florent Serra     | Reda El Amrani Łukasz Kubot Richard Gasquet Guillermo García-López         |
| 5 april  | U.S. Men's Clay Court Championships 2010 Houston, USA ATP World Tour 250 $442 500 - Clay (Red) - 28S/32Q/16D Lottning: Singel - Dubbel         | Juan Ignacio Chela 5–7, 6–4, 6–3              | Sam Querrey                        | Horacio Zeballos Wayne Odesnik   | Fernando González Lleyton Hewitt Nicolás Massú Xavier Malisse              |
| 5 april  | U.S. Men's Clay Court Championships 2010 Houston, USA ATP World Tour 250 $442 500 - Clay (Red) - 28S/32Q/16D Lottning: Singel - Dubbel         | Bob Bryan Mike Bryan 6–3, 7–5                 | Stephen Huss Wesley Moodie         | Horacio Zeballos Wayne Odesnik   | Fernando González Lleyton Hewitt Nicolás Massú Xavier Malisse              |
| 12 april | Monte-Carlo Rolex Masters 2010 Monte Carlo, Monaco ATP World Tour Masters 1000 €2 227 500 - Clay (Red) - 56S/28Q/24D Lottning: Singel - Dubbel | Rafael Nadal 6–0, 6–1                         | Fernando Verdasco                  | Novak Djokovic David Ferrer      | David Nalbandian Albert Montañés Philipp Kohlschreiber Juan Carlos Ferrero |
| 12 april | Monte-Carlo Rolex Masters 2010 Monte Carlo, Monaco ATP World Tour Masters 1000 €2 227 500 - Clay (Red) - 56S/28Q/24D Lottning: Singel - Dubbel | Daniel Nestor Nenad Zimonjić 6–3, 2–0 retired | Mahesh Bhupathi Max Mirnyi         | Novak Djokovic David Ferrer      | David Nalbandian Albert Montañés Philipp Kohlschreiber Juan Carlos Ferrero |
| 19 april | Barcelona Open Banco Sabadell Barcelona, Spanien ATP World Tour 500 €1 550 000 - Clay (Red) - 56S/28Q/24D Lottning: Singel - Dubbel            | Fernando Verdasco 6–3, 4–6, 6–3               | Robin Söderling                    | David Ferrer Thiemo de Bakker    | Thomaz Bellucci Ernests Gulbis Jo-Wilfried Tsonga Eduardo Schwank          |
| 19 april | Barcelona Open Banco Sabadell Barcelona, Spanien ATP World Tour 500 €1 550 000 - Clay (Red) - 56S/28Q/24D Lottning: Singel - Dubbel            | Daniel Nestor Nenad Zimonjić 4–6, 6–3, [10–6] | Lleyton Hewitt Mark Knowles        | David Ferrer Thiemo de Bakker    | Thomaz Bellucci Ernests Gulbis Jo-Wilfried Tsonga Eduardo Schwank          |
| 26 april | Internazionali BNL d'Italia Rom, Italien ATP World Tour Masters 1000 €2 227 500 - Clay (Red) - 56S/28Q/24D Lottning: Singel - Dubbel           | Rafael Nadal 7–5, 6–2                         | David Ferrer                       | Ernests Gulbis Fernando Verdasco | Feliciano López Stanislas Wawrinka Jo-Wilfried Tsonga Novak Djokovic       |
| 26 april | Internazionali BNL d'Italia Rom, Italien ATP World Tour Masters 1000 €2 227 500 - Clay (Red) - 56S/28Q/24D Lottning: Singel - Dubbel           | Bob Bryan Mike Bryan 6–2, 6–3                 | John Isner Sam Querrey             | Ernests Gulbis Fernando Verdasco | Feliciano López Stanislas Wawrinka Jo-Wilfried Tsonga Novak Djokovic       |

### Maj
| Vecka         | Turnering | Mästare                                           | Finalister                         | Semifinalister                                               | Kvartsfinalister                                               |
| ------------- | --- | ------------------------------------------------- | ---------------------------------- | ------------------------------------------------------------ | -------------------------------------------------------------- |
| 3 maj         | BMW Open München, Tyskland ATP World Tour 250 €398 250 - Clay (Red) - 32S/32Q/16D Lottning: Singel - Dubbel                             | Michail Juzjnyj 6–3, 4–6, 6–4                     | Marin Čilić                        | Marcos Baghdatis Philipp Petzschner                          | Nicolás Almagro Philipp Kohlschreiber Tomáš Berdych Jan Hájek  |
| 3 maj         | BMW Open München, Tyskland ATP World Tour 250 €398 250 - Clay (Red) - 32S/32Q/16D Lottning: Singel - Dubbel                             | Oliver Marach Santiago Ventura 5–7, 6–3, [16–14]  | Eric Butorac Michael Kohlmann      | Marcos Baghdatis Philipp Petzschner                          | Nicolás Almagro Philipp Kohlschreiber Tomáš Berdych Jan Hájek  |
| 3 maj         | Serbia Open Belgrad, Serbien ATP World Tour 250 €373 200 - Clay (Red) - 32S/32Q/16D Lottning: Singel - Dubbel                           | Sam Querrey 3–6, 7–6(4), 6–4                      | John Isner                         | Filip Krajinović Stanislas Wawrinka                          | Novak Djokovic Igor Andrejev Viktor Troicki Richard Gasquet    |
| 3 maj         | Serbia Open Belgrad, Serbien ATP World Tour 250 €373 200 - Clay (Red) - 32S/32Q/16D Lottning: Singel - Dubbel                           | Santiago González Travis Rettenmaier 7–6(6), 6–1  | Tomasz Bednarek Mateusz Kowalczyk  | Filip Krajinović Stanislas Wawrinka                          | Novak Djokovic Igor Andrejev Viktor Troicki Richard Gasquet    |
| 3 maj         | Estoril Open Estoril, Portugal ATP World Tour 250 €398 250 - Clay (Red) - 28S/32Q/16D Lottning: Singel - Dubbel                         | Albert Montañés 6–2, 6–7(4), 7–5                  | Frederico Gil                      | Roger Federer Guillermo García-López                         | Arnaud Clément Pablo Cuevas Alberto Martín Rui Machado         |
| 3 maj         | Estoril Open Estoril, Portugal ATP World Tour 250 €398 250 - Clay (Red) - 28S/32Q/16D Lottning: Singel - Dubbel                         | Marc López David Marrero 7–6(1), 4–6, [10–4]      | Pablo Cuevas Marcel Granollers     | Roger Federer Guillermo García-López                         | Arnaud Clément Pablo Cuevas Alberto Martín Rui Machado         |
| 10 maj        | Mutua Madrileña Madrid Open Madrid, Spanien ATP World Tour Masters 1000 €2 835 000 - Clay (Red) - 56S/28Q/24D Lottning: Singel - Dubbel | Rafael Nadal 6–4, 7–6(5)                          | Roger Federer                      | David Ferrer Nicolás Almagro                                 | Ernests Gulbis Andy Murray Jürgen Melzer Gaël Monfils          |
| 10 maj        | Mutua Madrileña Madrid Open Madrid, Spanien ATP World Tour Masters 1000 €2 835 000 - Clay (Red) - 56S/28Q/24D Lottning: Singel - Dubbel | Bob Bryan Mike Bryan 6–3, 6–4                     | Daniel Nestor Nenad Zimonjić       | David Ferrer Nicolás Almagro                                 | Ernests Gulbis Andy Murray Jürgen Melzer Gaël Monfils          |
| 10 maj        | ARAG World Team Cup Düsseldorf, Tyskland ATP World Team Championship €1 351 000 - Clay (Red) - 8 lag (RR)                               | Argentina 2–1                                     | USA                                | Round Robin-förlorare (Blå Grupp) Frankrike Tyskland Serbien | Round Robin-förlorare (Röd Grupp) Tjeckien Spanien Australien  |
| 10 maj        | Open de Nice Côte d’Azur Nice, Frankrike ATP World Tour 250 €398 250 - Clay (Red) - 32S/32Q/16D Lottning: Singel - Dubbel               | Richard Gasquet 6–3, 5–7, 7–6(5)                  | Fernando Verdasco                  | Potito Starace Leonardo Mayer                                | Olivier Rochus Gaël Monfils Marcos Baghdatis Sergiy Stakhovsky |
| 10 maj        | Open de Nice Côte d’Azur Nice, Frankrike ATP World Tour 250 €398 250 - Clay (Red) - 32S/32Q/16D Lottning: Singel - Dubbel               | Marcelo Melo Bruno Soares 1–6, 6–3, [10–5]        | Rohan Bopanna Aisam-ul-Haq Qureshi | Potito Starace Leonardo Mayer                                | Olivier Rochus Gaël Monfils Marcos Baghdatis Sergiy Stakhovsky |
| 24 maj 31 maj | Franska öppna 2010 Paris, Frankrike Grand Slam € - Clay (Red) 128S/128Q/64D/32X Lottning: Singel - Dubbel - Mixed                       | Rafael Nadal 6–4, 6–2, 6–4                        | Robin Söderling                    | Tomáš Berdych Jürgen Melzer                                  | Roger Federer Michail Juzjnyj Novak Djokovic Nicolás Almagro   |
| 24 maj 31 maj | Franska öppna 2010 Paris, Frankrike Grand Slam € - Clay (Red) 128S/128Q/64D/32X Lottning: Singel - Dubbel - Mixed                       | Daniel Nestor Nenad Zimonjić 7–5, 6–2             | Lukáš Dlouhý Leander Paes          | Tomáš Berdych Jürgen Melzer                                  | Roger Federer Michail Juzjnyj Novak Djokovic Nicolás Almagro   |
| 24 maj 31 maj | Franska öppna 2010 Paris, Frankrike Grand Slam € - Clay (Red) 128S/128Q/64D/32X Lottning: Singel - Dubbel - Mixed                       | Nenad Zimonjić Katarina Srebotnik 4–6, 6–3 [10–8] | Julian Knowle Yaroslava Shvedova   | Tomáš Berdych Jürgen Melzer                                  | Roger Federer Michail Juzjnyj Novak Djokovic Nicolás Almagro   |

### Juni
| Vecka           | Turnering | Mästare                                               | Finalister                   | Semifinalister                     | Kvartsfinalister                                             |
| --------------- | --- | ----------------------------------------------------- | ---------------------------- | ---------------------------------- | ------------------------------------------------------------ |
| 7 juni          | Gerry Weber Open 2010 Halle, Tyskland ATP World Tour 250 €663 750 - Grass - 32S/32Q/16D Lottning: Singel - Dubbel           | Lleyton Hewitt 3–6, 7–6(4), 6–4                       | Roger Federer                | Philipp Petzschner Benjamin Becker | Philipp Kohlschreiber Lukas Lacko Andreas Beck Mischa Zverev |
| 7 juni          | Gerry Weber Open 2010 Halle, Tyskland ATP World Tour 250 €663 750 - Grass - 32S/32Q/16D Lottning: Singel - Dubbel           | Sergiy Stakhovsky Michail Juzjnyj 4–6, 7–5, [10–7]    | Martin Damm Filip Polasek    | Philipp Petzschner Benjamin Becker | Philipp Kohlschreiber Lukas Lacko Andreas Beck Mischa Zverev |
| 7 juni          | AEGON Championships 2010 London, Storbritannien ATP World Tour 250 €627 700 - Grass - 56S/32Q/24D Lottning: Singel - Dubbel | Sam Querrey 7–6(7–3), 7–5                             | Mardy Fish                   | Feliciano López Rainer Schüttler   | Rafael Nadal Michaël Llodra Dudi Sela Xavier Malisse         |
| 7 juni          | AEGON Championships 2010 London, Storbritannien ATP World Tour 250 €627 700 - Grass - 56S/32Q/24D Lottning: Singel - Dubbel | Novak Djokovic Jonathan Erlich 6–7(6–8), 6–2, [10–3]  | Karol Beck David Škoch       | Feliciano López Rainer Schüttler   | Rafael Nadal Michaël Llodra Dudi Sela Xavier Malisse         |
| 14 juni         | Unicef Open 's-Hertogenbosch, Nederländerna ATP World Tour 250 €398 250 - Grass - 32S/32Q/16D Lottning: Singel - Dubbel     | Sergiy Stakhovsky 6–3, 6–0                            | Janko Tipsarević             | Xavier Malisse Benjamin Becker     | Alejandro Falla Santiago Giraldo Simon Greul Peter Luczak    |
| 14 juni         | Unicef Open 's-Hertogenbosch, Nederländerna ATP World Tour 250 €398 250 - Grass - 32S/32Q/16D Lottning: Singel - Dubbel     | Robert Lindstedt Horia Tecău 1–6, 7–5, [10–7]         | Lukáš Dlouhý Leander Paes    | Xavier Malisse Benjamin Becker     | Alejandro Falla Santiago Giraldo Simon Greul Peter Luczak    |
| 14 juni         | AEGON International Eastbourne, Storbritannien ATP World Tour 250 €405 000 - Grass - 32S/23Q/16D Lottning: Singel - Dubbel  | Michaël Llodra 7–5, 6–2                               | Guillermo García-López       | Denis Istomin Alexandr Dolgopolov  | Illya Marchenko Julien Benneteau Gilles Simon James Ward     |
| 14 juni         | AEGON International Eastbourne, Storbritannien ATP World Tour 250 €405 000 - Grass - 32S/23Q/16D Lottning: Singel - Dubbel  | Mariusz Fyrstenberg Marcin Matkowski 6–3, 5–7, [10–8] | Colin Fleming Ken Skupski    | Denis Istomin Alexandr Dolgopolov  | Illya Marchenko Julien Benneteau Gilles Simon James Ward     |
| 21 juni 28 juni | Wimbledon London, Storbritannien Grand Slam £ - Grass 128S/128Q/64D/16Q/48X Lottning: Singel - Dubbel - Mixed               | Rafael Nadal 6–3, 7–5, 6–4                            | Tomáš Berdych                | Novak Djokovic Andy Murray         | Roger Federer Lu Yen-hsun Jo-Wilfried Tsonga Robin Söderling |
| 21 juni 28 juni | Wimbledon London, Storbritannien Grand Slam £ - Grass 128S/128Q/64D/16Q/48X Lottning: Singel - Dubbel - Mixed               | Jürgen Melzer Philipp Petzschner 6–1, 7–5, 7–5        | Robert Lindstedt Horia Tecău | Novak Djokovic Andy Murray         | Roger Federer Lu Yen-hsun Jo-Wilfried Tsonga Robin Söderling |
| 21 juni 28 juni | Wimbledon London, Storbritannien Grand Slam £ - Grass 128S/128Q/64D/16Q/48X Lottning: Singel - Dubbel - Mixed               | Leander Paes Cara Black 6–4, 7–6(7–5)                 | Wesley Moodie Lisa Raymond   | Novak Djokovic Andy Murray         | Roger Federer Lu Yen-hsun Jo-Wilfried Tsonga Robin Söderling |

### Juli
| Vecka   | Turnering | Mästare                                                                  | Finalister                                            | Semifinalister                           | Kvartsfinalister                                                  |
| ------- | --- | ------------------------------------------------------------------------ | ----------------------------------------------------- | ---------------------------------------- | ----------------------------------------------------------------- |
| 5 juli  | Campbell's Hall of Fame Tennis Champs Newport, USA ATP World Tour 250 $442 500 - Grass - 32S/32Q/16D Lottning: Singel - Dubbel                            | Mardy Fish 5–7, 6–3, 6–4                                                 | Olivier Rochus                                        | Brian Dabul Richard Bloomfield           | Dustin Brown Raven Klaasen Frank Dancevic Ryan Harrison           |
| 5 juli  | Campbell's Hall of Fame Tennis Champs Newport, USA ATP World Tour 250 $442 500 - Grass - 32S/32Q/16D Lottning: Singel - Dubbel                            | Carsten Ball Chris Guccione 6–3, 6–4                                     | Santiago González Travis Rettenmaier                  | Brian Dabul Richard Bloomfield           | Dustin Brown Raven Klaasen Frank Dancevic Ryan Harrison           |
| 5 juli  | Davis Cup 2010 - Kvartsfinaler Clermont-Ferrand, Frankrike - Hard (i) Moskva, Ryssland - Hard (i) Split, Kroatien - Hard (i) Coquimbo, Chile - Grus (Röd) | Kvartsfinal-segrare Frankrike 5–0 Argentina 3–2 Serbien 4–1 Tjeckien 4–1 | Kvartsfinal-förlorare Spanien Ryssland Kroatien Chile |                                          |                                                                   |
| 12 juli | MercedesCup Stuttgart, Tyskland ATP World Tour 250 €398 250 - Clay (Red) - 32S/32Q/16D Lottning: Singel - Dubbel                                          | Albert Montañés 6–2, 1–2 (WO)                                            | Gaël Monfils                                          | Daniel Gimeno Traver Juan Carlos Ferrero | Marco Chiudinelli Florian Mayer Simon Greul Jürgen Melzer         |
| 12 juli | MercedesCup Stuttgart, Tyskland ATP World Tour 250 €398 250 - Clay (Red) - 32S/32Q/16D Lottning: Singel - Dubbel                                          | Carlos Berlocq Eduardo Schwank 7–6(7–5), 7–6(8–6)                        | Christopher Kas Philipp Petzschner                    | Daniel Gimeno Traver Juan Carlos Ferrero | Marco Chiudinelli Florian Mayer Simon Greul Jürgen Melzer         |
| 12 juli | SkiStar Swedish Open Båstad, Sverige ATP World Tour 250 €398 250 - Clay (Red) - 28S/32Q/16D Lottning: Singel - Dubbel                                     | Nicolás Almagro 7–5, 3–6, 6–2                                            | Robin Söderling                                       | David Ferrer Tommy Robredo               | Andreas Seppi Pablo Cuevas Franko Škugor Fernando Verdasco        |
| 12 juli | SkiStar Swedish Open Båstad, Sverige ATP World Tour 250 €398 250 - Clay (Red) - 28S/32Q/16D Lottning: Singel - Dubbel                                     | Robert Lindstedt Horia Tecău 6–4, 7–5                                    | Andreas Seppi Simone Vagnozzi                         | David Ferrer Tommy Robredo               | Andreas Seppi Pablo Cuevas Franko Škugor Fernando Verdasco        |
| 19 juli | International German Open Hamburg, Tyskland ATP World Tour 500 €1 000 000 - Clay (Red) - 48S/24Q/16D Lottning: Singel - Dubbel                            | Andrey Golubev 6–3, 7–5                                                  | Jürgen Melzer                                         | Florian Mayer Andreas Seppi              | Denis Istomin Juan Carlos Ferrero Potito Starace Thomaz Bellucci  |
| 19 juli | International German Open Hamburg, Tyskland ATP World Tour 500 €1 000 000 - Clay (Red) - 48S/24Q/16D Lottning: Singel - Dubbel                            | Marc López David Marrero 6–3, 2–6, [10–8]                                | Jérémy Chardy Paul-Henri Mathieu                      | Florian Mayer Andreas Seppi              | Denis Istomin Juan Carlos Ferrero Potito Starace Thomaz Bellucci  |
| 19 juli | Atlanta Tennis Championships Atlanta, USA ATP World Tour 250 $531 000 - Hard - 32S/32Q/16D Lottning: Singel - Dubbel                                      | Mardy Fish 4–6, 6–4, 7–6(7–4)                                            | John Isner                                            | Andy Roddick Kevin Anderson              | Xavier Malisse Taylor Dent Lukáš Lacko Michael Russell            |
| 19 juli | Atlanta Tennis Championships Atlanta, USA ATP World Tour 250 $531 000 - Hard - 32S/32Q/16D Lottning: Singel - Dubbel                                      | Scott Lipsky Rajeev Ram 6–3, 6–7(4–7), [12–10]                           | Rohan Bopanna Kristof Vliegen                         | Andy Roddick Kevin Anderson              | Xavier Malisse Taylor Dent Lukáš Lacko Michael Russell            |
| 26 juli | Allianz Suisse Open Gstaad Gstaad, Schweiz ATP World Tour 250 €398 250 - Clay (Red) - 32S/32Q/16D Lottning: Singel - Dubbel                               | Nicolás Almagro 7–5, 6–1                                                 | Richard Gasquet                                       | Yuri Schukin Daniel Gimeno-Traver        | Michail Juzjnyj Albert Montañés Igor Andreev Jérémy Chardy        |
| 26 juli | Allianz Suisse Open Gstaad Gstaad, Schweiz ATP World Tour 250 €398 250 - Clay (Red) - 32S/32Q/16D Lottning: Singel - Dubbel                               | Johan Brunström Jarkko Nieminen 6–3, 6–7(4–7), [11–9]                    | Marcelo Melo Bruno Soares                             | Yuri Schukin Daniel Gimeno-Traver        | Michail Juzjnyj Albert Montañés Igor Andreev Jérémy Chardy        |
| 26 juli | LA Tennis Open Los Angeles, USA ATP World Tour 250 $619 500 - Hard - 28S/32Q/16D Lottning: Singel - Dubbel                                                | Sam Querrey 5–7, 7–6(7–2), 6–3                                           | Andy Murray                                           | Feliciano López Janko Tipsarević         | Alejandro Falla James Blake Marcos Baghdatis Rainer Schüttler     |
| 26 juli | LA Tennis Open Los Angeles, USA ATP World Tour 250 $619 500 - Hard - 28S/32Q/16D Lottning: Singel - Dubbel                                                | Bob Bryan Mike Bryan 6–7(6–8), 6–2, [10–7]                               | Eric Butorac Jean-Julien Rojer                        | Feliciano López Janko Tipsarević         | Alejandro Falla James Blake Marcos Baghdatis Rainer Schüttler     |
| 26 juli | ATP Studena Croatia Open Umag Umag, Kroatien ATP World Tour 250 €398 250 - Clay (Red) - 32S/32Q/16D Lottning: Singel - Dubbel                             | Juan Carlos Ferrero 6–4, 6–4                                             | Potito Starace                                        | Juan Ignacio Chela Andreas Seppi         | Nikolay Davydenko Ivan Ljubičić Alexandr Dolgopolov Jürgen Melzer |
| 26 juli | ATP Studena Croatia Open Umag Umag, Kroatien ATP World Tour 250 €398 250 - Clay (Red) - 32S/32Q/16D Lottning: Singel - Dubbel                             | Leoš Friedl Filip Polášek 6–3, 7–6(9–7)                                  | František Čermák Michal Mertiňák                      | Juan Ignacio Chela Andreas Seppi         | Nikolay Davydenko Ivan Ljubičić Alexandr Dolgopolov Jürgen Melzer |

### Augusti
| Vecka                  | Turnering | Mästare                                       | Finalister                         | Semifinalister                  | Kvartsfinalister                                                   |
| ---------------------- | --- | --------------------------------------------- | ---------------------------------- | ------------------------------- | ------------------------------------------------------------------ |
| 2 augusti              | Legg Mason Tennis Classic Washington, USA ATP World Tour 500 $1 165 500 - Hard - 48S/24Q/16D Lottning: Singel - Dubbel            | David Nalbandian 6–2, 7–6(7–4)                | Marcos Baghdatis                   | Xavier Malisse Marin Čilić      | Tomáš Berdych Fernando Verdasco Janko Tipsarević Gilles Simon      |
| 2 augusti              | Legg Mason Tennis Classic Washington, USA ATP World Tour 500 $1 165 500 - Hard - 48S/24Q/16D Lottning: Singel - Dubbel            | Mardy Fish Mark Knowles 4–6, 7–6(9–7), [10–7] | Tomáš Berdych Radek Štěpánek       | Xavier Malisse Marin Čilić      | Tomáš Berdych Fernando Verdasco Janko Tipsarević Gilles Simon      |
| 9 augusti              | Rogers Masters Toronto, Kanada ATP World Tour Masters 1000 $2 430 000 - Hard - 56S/28Q/24D Lottning: Singel - Dubbel              | Andy Murray 7–5, 7–5                          | Roger Federer                      | Rafael Nadal Novak Djokovic     | Philipp Kohlschreiber David Nalbandian Tomáš Berdych Jérémy Chardy |
| 9 augusti              | Rogers Masters Toronto, Kanada ATP World Tour Masters 1000 $2 430 000 - Hard - 56S/28Q/24D Lottning: Singel - Dubbel              | Bob Bryan Mike Bryan 7–5, 6–3                 | Julien Benneteau Michaël Llodra    | Rafael Nadal Novak Djokovic     | Philipp Kohlschreiber David Nalbandian Tomáš Berdych Jérémy Chardy |
| 16 augusti             | W&S Financial Group Masters Cincinnati, USA ATP World Tour Masters 1000 $2 430 000 - Hard - 56S/28Q/24D Lottning: Singel - Dubbel | Roger Federer 6–7(5–7), 7–6(7–1), 6–4         | Mardy Fish                         | Marcos Baghdatis Andy Roddick   | Rafael Nadal Nikolay Davydenko Andy Murray Novak Djokovic          |
| 16 augusti             | W&S Financial Group Masters Cincinnati, USA ATP World Tour Masters 1000 $2 430 000 - Hard - 56S/28Q/24D Lottning: Singel - Dubbel | Bob Bryan Mike Bryan 6–3, 6–4                 | Mahesh Bhupathi Max Mirnyi         | Marcos Baghdatis Andy Roddick   | Rafael Nadal Nikolay Davydenko Andy Murray Novak Djokovic          |
| 23 augusti             | Pilot Pen Tennis New Haven, USA ATP World Tour 250 $663 750 - Hard - 48S/32Q/16D Lottning: Singel - Dubbel                        | Sergiy Stakhovsky 3–6, 6–3, 6–4               | Denis Istomin                      | Thiemo de Bakker Viktor Troicki | Marcos Baghdatis Evgeny Korolev Radek Štěpánek Teimuraz Gabasjvili |
| 23 augusti             | Pilot Pen Tennis New Haven, USA ATP World Tour 250 $663 750 - Hard - 48S/32Q/16D Lottning: Singel - Dubbel                        | Robert Lindstedt Horia Tecău 6–4, 7–5         | Rohan Bopanna Aisam-ul-Haq Qureshi | Thiemo de Bakker Viktor Troicki | Marcos Baghdatis Evgeny Korolev Radek Štěpánek Teimuraz Gabasjvili |
| 30 augusti 6 september | US Open 2010 New York, USA Grand Slam $ - Hard 128S/128Q/64D/32X Lottning: Singel - Dubbel - Mixed                                | Rafael Nadal 6–4, 5–7, 6–4, 6–2               | Novak Djokovic                     | Michail Juzjnyj Roger Federer   | Fernando Verdasco Stanislas Wawrinka Gaël Monfils Robin Söderling  |
| 30 augusti 6 september | US Open 2010 New York, USA Grand Slam $ - Hard 128S/128Q/64D/32X Lottning: Singel - Dubbel - Mixed                                | Bob Bryan Mike Bryan 7–6(7–5), 7–6(7–4)       | Rohan Bopanna Aisam-ul-Haq Qureshi | Michail Juzjnyj Roger Federer   | Fernando Verdasco Stanislas Wawrinka Gaël Monfils Robin Söderling  |
| 30 augusti 6 september | US Open 2010 New York, USA Grand Slam $ - Hard 128S/128Q/64D/32X Lottning: Singel - Dubbel - Mixed                                | Bob Bryan Liezel Huber 6–4, 6–4               | Aisam-ul-Haq Qureshi Květa Peschke | Michail Juzjnyj Roger Federer   | Fernando Verdasco Stanislas Wawrinka Gaël Monfils Robin Söderling  |

### September
| Vecka        | Turnering | Mästare                                             | Finalister                             | Semifinalister                        | Kvartsfinalister                                             |
| ------------ | --- | --------------------------------------------------- | -------------------------------------- | ------------------------------------- | ------------------------------------------------------------ |
| 13 september | Davis Cup 2010 - Semifinaler Lyon, Frankrike – Hard (i) Belgrad, Serbien – Hard (i)                                         | Semifinal-segare Frankrike 5–0 Serbien 3–2          | Semifinal-förlorare Argentina Tjeckien |                                       |                                                              |
| 20 september | Open de Moselle Metz, Frankrike ATP World Tour 250 €398 250 - Hard (i) - 32S/32Q/16D Lottning: Singel - Dubbel              | Gilles Simon 6–3, 6–2                               | Mischa Zverev                          | Philipp Kohlschreiber Richard Gasquet | Marin Čilić Xavier Malisse Tommy Robredo Jarkko Nieminen     |
| 20 september | Open de Moselle Metz, Frankrike ATP World Tour 250 €398 250 - Hard (i) - 32S/32Q/16D Lottning: Singel - Dubbel              | Dustin Brown Rogier Wassen 6–3, 6–3                 | Marcelo Melo Bruno Soares              | Philipp Kohlschreiber Richard Gasquet | Marin Čilić Xavier Malisse Tommy Robredo Jarkko Nieminen     |
| 20 september | BCR Open Romania Bukarest, Rumänien ATP World Tour 250 €368 450 - Clay (Red) - 32S/32Q/16D Lottning: Singel - Dubbel        | Juan Ignacio Chela 7–5, 6–1                         | Pablo Andújar                          | Albert Montañés Marcel Granollers     | Jérémy Chardy Björn Phau Potito Starace Pablo Cuevas         |
| 20 september | BCR Open Romania Bukarest, Rumänien ATP World Tour 250 €368 450 - Clay (Red) - 32S/32Q/16D Lottning: Singel - Dubbel        | Juan Ignacio Chela Łukasz Kubot 6–2, 5–7, [13–11]   | Marcel Granollers Santiago Ventura     | Albert Montañés Marcel Granollers     | Jérémy Chardy Björn Phau Potito Starace Pablo Cuevas         |
| 27 september | PTT Thailand Open Bangkok, Thailand ATP World Tour 250 $551 000 - Hard (i) - 32S/32Q/16D Lottning: Singel - Dubbel          | Guillermo García-López 6–4, 3–6, 6–4                | Jarkko Nieminen                        | Rafael Nadal Benjamin Becker          | Mikhail Kukushkin Ernests Gulbis Jürgen Melzer Daniel Brands |
| 27 september | PTT Thailand Open Bangkok, Thailand ATP World Tour 250 $551 000 - Hard (i) - 32S/32Q/16D Lottning: Singel - Dubbel          | Christopher Kas Viktor Troicki 6–4, 6–4             | Jonathan Erlich Jürgen Melzer          | Rafael Nadal Benjamin Becker          | Mikhail Kukushkin Ernests Gulbis Jürgen Melzer Daniel Brands |
| 27 september | Proton Malaysian Open Kuala Lumpur, Malaysia ATP World Tour 250 $850 000 - Hard (i) - 28S/32S/16D Lottning: Singel - Dubbel | Michail Juzjnyj 6–7(7–9), 6–2, 7–6(7–3)             | Andrey Golubev                         | David Ferrer Igor Andreev             | Robin Söderling Tomáš Berdych Marcos Baghdatis Milos Raonic  |
| 27 september | Proton Malaysian Open Kuala Lumpur, Malaysia ATP World Tour 250 $850 000 - Hard (i) - 28S/32S/16D Lottning: Singel - Dubbel | František Čermák Michal Mertiňák 7–6(7–3), 7–6(7–5) | Mariusz Fyrstenberg Marcin Matkowski   | David Ferrer Igor Andreev             | Robin Söderling Tomáš Berdych Marcos Baghdatis Milos Raonic  |

### Oktober
| Vecka      | Turnering | Mästare                                             | Finalister                           | Semifinalister                     | Kvartsfinalister                                                        |
| ---------- | --- | --------------------------------------------------- | ------------------------------------ | ---------------------------------- | ----------------------------------------------------------------------- |
| 4 oktober  | China Open Beijing, Kina ATP World Tour 500 $2 100 000 - Hard - 32S/32Q/16D Lottning: Singel - Dubbel                                    | Novak Djokovic 6–2, 6–4                             | David Ferrer                         | John Isner Ivan Ljubičić           | Gilles Simon Nikolay Davydenko Robin Söderling Andy Murray              |
| 4 oktober  | China Open Beijing, Kina ATP World Tour 500 $2 100 000 - Hard - 32S/32Q/16D Lottning: Singel - Dubbel                                    | Bob Bryan Mike Bryan 6–1, 7–6(7–5)                  | Mariusz Fyrstenberg Marcin Matkowski | John Isner Ivan Ljubičić           | Gilles Simon Nikolay Davydenko Robin Söderling Andy Murray              |
| 4 oktober  | Rakuten Japan Open Tennis Champs Tokyo, Japan ATP World Tour 500 $1 100 000 - Hard - 32S/32Q/16D Lottning: Singel - Dubbel               | Rafael Nadal 6–1, 7–5                               | Gaël Monfils                         | Viktor Troicki Radek Štěpánek      | Dmitry Tursunov Guillermo García-López Jarkko Nieminen Andy Roddick     |
| 4 oktober  | Rakuten Japan Open Tennis Champs Tokyo, Japan ATP World Tour 500 $1 100 000 - Hard - 32S/32Q/16D Lottning: Singel - Dubbel               | Eric Butorac Jean-Julien Rojer 6–3, 6–2             | Andreas Seppi Dmitry Tursunov        | Viktor Troicki Radek Štěpánek      | Dmitry Tursunov Guillermo García-López Jarkko Nieminen Andy Roddick     |
| 11 oktober | Shanghai ATP Masters 1000 p/b Rolex Shanghai, Kina ATP World Tour Masters 1000 $3 240 000 - Hard - 56S/28Q/24D Lottning: Singel - Dubbel | Andy Murray 6–3, 6–2                                | Roger Federer                        | Juan Mónaco Novak Djokovic         | Jürgen Melzer Jo-Wilfried Tsonga Robin Söderling Guillermo García-López |
| 11 oktober | Shanghai ATP Masters 1000 p/b Rolex Shanghai, Kina ATP World Tour Masters 1000 $3 240 000 - Hard - 56S/28Q/24D Lottning: Singel - Dubbel | Jürgen Melzer Leander Paes 7–5, 4–6, [10–5]         | Mariusz Fyrstenberg Marcin Matkowski | Juan Mónaco Novak Djokovic         | Jürgen Melzer Jo-Wilfried Tsonga Robin Söderling Guillermo García-López |
| 18 oktober | If Stockholm Open Stockholm, Sverige ATP World Tour 250 €531 000 - Hard (i) - 32S/32Q/16D Lottning: Singel - Dubbel                      | Roger Federer 6–4, 6–3                              | Florian Mayer                        | Ivan Ljubičić Jarkko Nieminen      | Stanislas Wawrinka Ivan Dodig James Blake Robin Söderling               |
| 18 oktober | If Stockholm Open Stockholm, Sverige ATP World Tour 250 €531 000 - Hard (i) - 32S/32Q/16D Lottning: Singel - Dubbel                      | Eric Butorac Jean-Julien Rojer 6–3, 6–4             | Johan Brunström Jarkko Nieminen      | Ivan Ljubičić Jarkko Nieminen      | Stanislas Wawrinka Ivan Dodig James Blake Robin Söderling               |
| 18 oktober | Kremlin Cup Moskva, Ryssland ATP World Tour 250 $1 000 000 - Hard (i) - 32S/32Q/16D Lottning: Singel - Dubbel                            | Viktor Troicki 3–6, 6–4, 6–3                        | Marcos Baghdatis                     | Pablo Cuevas Denis Istomin         | Radek Štěpánek Horacio Zeballos Alexandr Dolgopolov Igor Kunitsyn       |
| 18 oktober | Kremlin Cup Moskva, Ryssland ATP World Tour 250 $1 000 000 - Hard (i) - 32S/32Q/16D Lottning: Singel - Dubbel                            | Igor Kunitsyn Dmitry Tursunov 7–6(10–8), 6–3        | Janko Tipsarević Viktor Troicki      | Pablo Cuevas Denis Istomin         | Radek Štěpánek Horacio Zeballos Alexandr Dolgopolov Igor Kunitsyn       |
| 25 oktober | Sankt Petersburg Open Sankt Petersburg, Ryssland ATP World Tour 250 $663 750 - Hard (i) - 32S/32Q/16D Lottning: Singel - Dubbel          | Mikhail Kukushkin 6–3, 7–6(7–2)                     | Michail Juzjnyj                      | Dmitry Tursunov Illya Marchenko    | Victor Hănescu Alexandr Dolgopolov Janko Tipsarević Benjamin Becker     |
| 25 oktober | Sankt Petersburg Open Sankt Petersburg, Ryssland ATP World Tour 250 $663 750 - Hard (i) - 32S/32Q/16D Lottning: Singel - Dubbel          | Daniele Bracciali Potito Starace 7–6(8–6), 7–6(7–5) | Rohan Bopanna Aisam-ul-Haq Qureshi   | Dmitry Tursunov Illya Marchenko    | Victor Hănescu Alexandr Dolgopolov Janko Tipsarević Benjamin Becker     |
| 25 oktober | Bank Austria-TennisTrophy Wien, Österrike ATP World Tour 250 €575 250- Hard (i) - 32S/32Q/16D Lottning: Singel - Dubbel                  | Jürgen Melzer 6–7(10–12), 7–6(7–4), 6–4             | Andreas Haider-Maurer                | Nicolás Almagro Michael Berrer     | Philipp Kohlschreiber Juan Ignacio Chela Marcos Baghdatis Marin Čilić   |
| 25 oktober | Bank Austria-TennisTrophy Wien, Österrike ATP World Tour 250 €575 250- Hard (i) - 32S/32Q/16D Lottning: Singel - Dubbel                  | Daniel Nestor Nenad Zimonjić 7–5, 3–6, [10–5]       | Mariusz Fyrstenberg Marcin Matkowski | Nicolás Almagro Michael Berrer     | Philipp Kohlschreiber Juan Ignacio Chela Marcos Baghdatis Marin Čilić   |
| 25 oktober | Open Sud de France Montpellier, Frankrike ATP World Tour 250 €575 250 - Hard (i) - 28S/32Q/16D Lottning: Singel - Dubbel                 | Gaël Monfils 6–2, 5–7, 6–1                          | Ivan Ljubičić                        | Albert Montañés Jo-Wilfried Tsonga | Nikolay Davydenko Jarkko Nieminen John Isner Gilles Simon               |
| 25 oktober | Open Sud de France Montpellier, Frankrike ATP World Tour 250 €575 250 - Hard (i) - 28S/32Q/16D Lottning: Singel - Dubbel                 | Stephen Huss Ross Hutchins 6–2, 4–6, [10–7]         | Marc López Eduardo Schwank           | Albert Montañés Jo-Wilfried Tsonga | Nikolay Davydenko Jarkko Nieminen John Isner Gilles Simon               |

### November
| Vecka       | Turnering | Mästare                                         | Finalister                    | Semifinalister                | Kvartsfinalister                                                              |
| ----------- | --- | ----------------------------------------------- | ----------------------------- | ----------------------------- | ----------------------------------------------------------------------------- |
| 1 november  | Valencia Open 500 Valencia, Spanien ATP World Tour 500 €1 357 000 - Hard (i) - 32S/32Q/16D Lottning: Singel - Dubbel                          | David Ferrer 7–5, 6–3                           | Marcel Granollers             | Gilles Simon Robin Söderling  | Juan Mónaco Nikolay Davydenko Potito Starace Gaël Monfils                     |
| 1 november  | Valencia Open 500 Valencia, Spanien ATP World Tour 500 €1 357 000 - Hard (i) - 32S/32Q/16D Lottning: Singel - Dubbel                          | Andy Murray Jamie Murray 7–6(10–8), 5–7, [10–7] | Mahesh Bhupathi Max Mirnyi    | Gilles Simon Robin Söderling  | Juan Mónaco Nikolay Davydenko Potito Starace Gaël Monfils                     |
| 1 november  | Davidoff Swiss Indoors Basel, Schweiz ATP World Tour 500 €1 225 000 - Hard (i) - 32S/32Q/16D Lottning: Singel - Dubbel                        | Roger Federer 6–4, 3–6, 6–1                     | Novak Djokovic                | Andy Roddick Viktor Troicki   | Radek Štěpánek David Nalbandian Richard Gasquet Robin Haase                   |
| 1 november  | Davidoff Swiss Indoors Basel, Schweiz ATP World Tour 500 €1 225 000 - Hard (i) - 32S/32Q/16D Lottning: Singel - Dubbel                        | Bob Bryan Mike Bryan 6–3, 3–6, [10–3]           | Daniel Nestor Nenad Zimonjić  | Andy Roddick Viktor Troicki   | Radek Štěpánek David Nalbandian Richard Gasquet Robin Haase                   |
| 8 november  | BNP Paribas Masters Paris, Frankrike ATP World Tour Masters 1000 €2 227 500 - Hard (i) - 48S/24Q/24D Lottning: Singel - Dubbel                | Robin Söderling 6–1, 7–6(7–1)                   | Gaël Monfils                  | Roger Federer Michaël Llodra  | Jürgen Melzer Andy Murray Andy Roddick Nikolay Davydenko                      |
| 8 november  | BNP Paribas Masters Paris, Frankrike ATP World Tour Masters 1000 €2 227 500 - Hard (i) - 48S/24Q/24D Lottning: Singel - Dubbel                | Mahesh Bhupathi Max Mirnyi 7–5, 7–5             | Mark Knowles Andy Ram         | Roger Federer Michaël Llodra  | Jürgen Melzer Andy Murray Andy Roddick Nikolay Davydenko                      |
| 15 november | Inga turneringar denna vecka. | Inga turneringar denna vecka.                   | Inga turneringar denna vecka. | Inga turneringar denna vecka. | Inga turneringar denna vecka.                                                 |
| 22 november | Barclays ATP World Tour Finals 2010 London, Storbritannien ATP World Tour Finals £2 227 500 - Hard (i) - 8S/8D (RR) Lottning: Singel - Dubbel | Roger Federer 6–3, 3–6, 6–1                     | Rafael Nadal                  | Andy Murray Novak Djokovic    | Round Robin-förlorare Tomáš Berdych Andy Roddick Robin Söderling David Ferrer |
| 22 november | Barclays ATP World Tour Finals 2010 London, Storbritannien ATP World Tour Finals £2 227 500 - Hard (i) - 8S/8D (RR) Lottning: Singel - Dubbel | Daniel Nestor Nenad Zimonjić 7–6(8–6), 6–4      | Mahesh Bhupathi Max Mirnyi    | Andy Murray Novak Djokovic    | Round Robin-förlorare Tomáš Berdych Andy Roddick Robin Söderling David Ferrer |
| 29 november | Davis Cup 2010 - Final Belgrad, Serbien – Hard (i)                                                                                            | Serbien 3–2                                     | Frankrike                     |                               |                                                                               |

### December
Inga turneringar denna månad.